# یوژنایا (شهرستان اوفیمسکی، باشقیرستان)
یوژنایا (انگلیسی: Yuzhnaya, Ufimsky District, Republic of Bashkortostan) یک شهرک در شهرستان اوفیمسکی استان باشقیرستان کشور روسیه است.